# ドラマチックアラスカ
ドラマチックアラスカ (dramaticalaska) は、日本の4人組ロックバンドである。所属レーベルは、LD&K Records。略称はドアラもしくはアラスカちゃん。

## メンバー

### 現メンバー
ヒジカタ ナオト
ボーカル、ギター担当。4月28日生。本名：土方直人。好きな物は寿司（特に鮪）、犬派。
サワヤナギ マサタカ
ギター担当。1993年1月1日生。本名：澤柳昌孝。2016年までTHE NAMPA BOYSのメンバーとして活動していた。
タケムラ カズキ
ベース担当。尼崎出身。自他共に認めるMC下手（苦手）。1989年10月17日生。
ニシバタ アツシ
ドラムス担当。1月15日生。本名：西端惇。愛称はあっちゃん。シュークリームが好き。好きなケーキの種類はモンブラン。

### 旧メンバー
トバ ナオヤ
ギター担当。本名：鳥羽尚弥。2014年12月31日の渋谷CLUB QUATTROのライブにて無期限の活動休止。
マルオカ ケンジ
ベース担当。7月26日生。本名：丸岡憲史。2016年脱退。

## 略歴
2010年、兵庫県神戸市にて、同じ高校に通うメンバーでバンドを結成。(Ba.)マルオカケンジ と (Gt.)トバナオヤ が同級生であり、(Vo,Gt.)ヒジカタナオト と (Dr.)ニシバタアツシ が一学年後輩。
バンド名は (Vo,Gt.)ヒジカタナオト と (Gt.)トバナオヤ で考えられ、ヒジカタ がアラスカという場所に憧れを抱いていて、それだけでは寂しかったので色々試した結果「ドラマチック」で形容するのが1番うまくハマり「ドラマチックアラスカ」になった。
the pillowsの影響を受けている。
2013年4月29日、COMIN'KOBE13の「ESP BLACK STAGE」で大トリを務める。
2013年6月11日、1stミニアルバム「ドラマチックアラスカ」でデビュー。
2013年11月19日、2ndミニアルバム「オーロラを待っている」リリース。
2013年11月23日、石川 金沢AZ を皮切りに「アラスカナイズツアー Vol.2」開催。
2014年3月30日、神戸 太陽と虎 にて初ワンマン開催。ソールドアウト。
2014年5月14日、1stシングル「東京ワンダー」リリース。
2014年7月9日、3rdミニアルバム「ビヨンド・ザ・ベーリング」リリース。
2014年9月〜、「アラスカナイズツアー Vol.3」開催。
2014年12月、東名阪ワンマンツアー「アラスカナイズワンマン Vol.2」を開催。
2014年12月31日、(Gt.)トバナオヤが、学業専念のため、この日の渋谷CLUB QUATTROのライブをもって、無期限の活動休止。3人体制となる。
以降は、サポートギターに山本聡（ガガガSP）、仮メンバーとしてロマンチック☆安田（爆弾ジョニー）が参加。
2015年2月〜、ディスクガレージ主催「SPACE AGE ROCKS TOUR 2015-spring- “ぼくらの七日間戦奏”」に参加。
2015年3月4日、2ndシングル「無理無理無理」リリース。
2015年5月〜、札幌BESSIE HALLを皮切りに、夜の本気ダンス、フレデリック、ドラマチックアラスカによる3マンツアー「ALA-UMI-DOSS TOUR 2015〜逃げ出したくなるような踊ってない夜に本気ダンス〜」を全国7ヵ所で開催し、全ヶ所ソールドアウト。
2015年7月8日、4thミニアルバム「アンカレッジ・シティ・ポップ」リリース。このアルバムには、(Gt.)トバナオヤが残した曲も収録されている。
それに伴い、ワンマンツアー「アラスカナイズワンマンツアー2015 "シティーポップを始めよう"」を東名阪。追加公演として仙台で開催された。
2015年10月3日、ファンクラブ「IGLOO LIFE」を開設。
開設記念ライブとして、神戸 太陽と虎 にて、「IGLOO LIVE vol.1」を開催した。
2016年1月9日、バンド史上最大規模となるワンマン公演「アラスカナイズワンマン2016 〜答えろ、なんばHatch編〜」をなんばHatchにて開催。
2016年2月10日、3rdシングル「人間ロック」を2000枚限定でリリース。
2016年2月25日、(Ba.)マルオカケンジが、左手親指骨折のため、当面のライブ活動休止を発表。
以降、バンドはサポートベーシストを加えて、オリジナルメンバーが2人という状況で活動を続ける。
2016年3月〜、奈良 NEVERLANDを皮切りに、ココロオークションとのスプリットツアー「はじましぶりツアー2016春 〜雨、ときどき雪〜」を開催。
2016年4月6日、5thミニアルバム「アラスカ・ベリーズ」リリース。
それに伴い、5月1日、合同レコ発として、夜の本気ダンスを対バンに迎え、KYOTO MUSEで、「河原町駅DANCEABLEナイト」を開催。
6月11日の神戸 太陽と虎を皮切りに、「アラスカナイズワンマンツアー2016 〜摘みたてベリーおすそわけツアー〜」をワンマンツアー史上最多となる全国12ヵ所にて開催。
2016年7月1日〜9月30日、(Gt,Vo)ヒジカタナオトが、MBSラジオ 週刊ヤングフライデーのパーソナリティを務める。
2016年10月14日、2016年2月25日から、怪我の療養のため、活動を休止していた (Ba.)マルオカケンジが脱退を発表。
同日に、兼ねてからサポートメンバーとして活動していた (Ba.)タケムラカズキと (Gt.)サワヤナギマサタカが正式加入し、再び4人体制となる。
2016年10月23日、2015年に開催された夜の本気ダンス、フレデリック、ドラマチックアラスカによる3マンツアー「ALA-UMI-DOSS TOUR 2015〜逃げ出したくなるような踊ってない夜に本気ダンス〜」の好評を受け、「ALA-UMI-DOSS 2016 〜ろっくでなしに、何言ってんだ、みんな違ってオンリーワンダンサー！〜」を大阪城野外音楽堂にて開催し、ソールドアウト。3バンドが、この日のために協作した楽曲「AROUND ME DANCE」の音源が、来場者限定で配布されている。
2016年10月30日、(Vo,Gt.)ヒジカタナオトが、FM802の企画で、大阪マラソンを走り、完走。
2016年12月6日、6thミニアルバム「ロックンロールドリーマーズ」リリース。
それに伴い、「ロッククライミングツアー2017」を全国13ヵ所で開催。
2017年2月15日、ひめキュンフルーツ缶「脳天ドロップ～Present For HIMEKYUN～」に収録される「ガールズドントクライ」を楽曲提供。
2017年11月8日、7thミニアルバム「WONDERFUL WORLD」リリース。
それに伴い、全国19ヵ所の対バンツアー「イッツ ア ワンダフル ワールド ツアー」を開催。
2018年3月14日、ライブキッズあるある中の人「ライブキッズのための名曲集」に収録される「ライブキッズあるあるのテーマ」を楽曲提供。

## ディスコグラフィ

### 配信限定シングル
| 発売日         | タイトル                             | 収録アルバム                   | レーベル                     |
| -------------- | ------------------------------------ | ------------------------------ | ---------------------------- |
| 2015年6月18日  | 世界の始まり                         | アンカレッジ・シティー・ポップ | LD&K Records/Pacific Records |
| 2019年8月28日  | ジュブナイル                         | 愛や優                         | LD&K Records/Pacific Records |
| 2020年2月26日  | アノハナ (2020 ver.)                 |                                | LD&K Records/Pacific Records |
| 2021年8月9日   | 人間合格                             | 人間合格                       | STAY FREEEE !!!!!!!!         |
| 2022年5月14日  | 異質物                               | 悪者                           | STAY FREEEE !!!!!!!!         |
| 2023年6月11日  | リサイタル（デビュー10周年記念楽曲） |                                | STAY FREEEE !!!!!!!!         |
| 2023年10月14日 | 大正解                               |                                | STAY FREEEE !!!!!!!!         |

## ミュージックビデオ
| 監督         | 曲名                                             |
| ------------ | ------------------------------------------------ |
| 藤田恭平     | 「東京ワンダー」                                 |
| 岡田騰一郎   | 「無理無理無理」「TEPPEN」                       |
| 太田大貴     | 「人間ロック」                                   |
| 寿司くん     | 「ニホンノカブキ」                               |
| 中村ムニエル | 「和心」                                         |
| 馬杉雅喜     | 「河原町駅」                                     |
| 瀧澤雅敏     | 「アレシボ・メッセージ」                         |
| スミス       | 「世界の始まり」                                 |
| 不明         | 「アノハナ」「リダイヤル」「ハイドアンドブルー」 |

## タイアップ
| 曲名           | タイアップ                                                     |
| -------------- | -------------------------------------------------------------- |
| 無理無理無理   | テレビ東京系『モヤモヤさまぁ〜ず2』エンディングテーマ          |
| スタートライン | 流通科学大学CMソング・読売テレビ特別番組『イロトリドリ』       |
| 人間ロック     | CS放送フジテレビTWO オリジナルドラマ『よろず屋ジョニー』主題歌 |